# Zbojský potok
Zbojský potok – potok we wschodniej Słowacji, lewy dopływ Ulički w zlewisku Morza Czarnego. Długość – 21,4 km. 
Zbojský potok ma źródła na wysokości 1060 m n.p.m. na południowo-zachodnich stokach szczytu Riaba Skała w granicznym paśmie Bieszczadów (Bukovské vrchy). Płynie na południowy wschód, potem zatacza łuk na południowy zachód, ostatecznie obiera kierunek południowy. W górnym odcinku z terenów Parku Narodowego „Połoniny” zbiera wiele drobnych dopływów, którym zawdzięcza stały, wysoki przepływ. Koło wsi Ulič uchodzi do Ulički.